# Олігомер

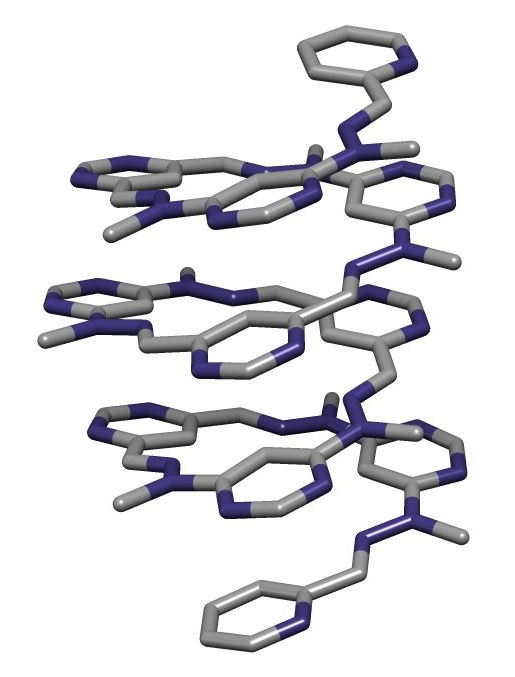
Олігомер з 11 ланок, який утворює вторинну структуру — фолдамер (за Jean-Marie Lehn, Helv. Chim. Acta., 2003, 86, 1598—1624)

Олігомер (від грец. ολιγος — «мало») в хімії — короткий полімер, комплекс невеликого числа мономерних субодиниць. 
Олігомери — низькомолекулярні продукти полімеризації, кополімеризації чи поліконденсації. 
За молекулярною масою і розміром молекул олігомери є проміжними між мономерами й полімерами, їх фізичні та хімічні властивості істотно відрізняються від властивостей як відповідного мономеру, так і полімеру залежно від впливу кінцевих груп. 
Олігомери тверднуть у присутності спеціальних реагентів-отверджувачів. Утворення закупорювального (тампонувального) матеріалу відбувається внаслідок процесів полімеризації, гідролітичної поліконденсації і поліприєднань.
Олігомеризація — хімічний процес, подібний полімерізації, але з утворенням обмеженого ступеня полімеризації. Що вважати межею, залежить від конкретного випадку, зазвичай значення складають між 10 і 100 мономерів.
У біохімії термін «олігомер» використовується для стислого позначення коротких фрагментів ДНК, особливо при описі процесу гібридизації. Також термін посилається на білкові комплекси, що складаються з двох або більше субодиниць. У цьому випадку, комплекс, складений з кількох різних білкових субодиниць, називається «гетероолігомером», а із одного виду субодиниць — «гомоолігомером».